# Daniele del Canto
Daniele del Canto (Aversa, 31 luglio 1991) è un ex giocatore di calcio a 5 italiano, di ruolo laterale  (categoria B2/B3).
Medaglia di Bronzo con la Nazionale italiana agli IBSA World Games di Seul 2015 e plurititolato a livello nazionale dove tra il 2013 ed il 2016 ha stabilito un record di ben 10 trofei consecutivi con l'Invicta Pesaro ASD. Inoltre vanta due premi come capocannoniere delle Final Four (2011, 2016) ed è tra i giocatori ad aver superato quota 100 reti in carriera nel campionato italiano B2/B3 (116) ed il più giovane a farlo.
Nel 2015, insieme agli altri compagni del Pesaro di Interesse Nazionale, gli viene assegnato un Premio Speciale dal CONI Marche. Il 16 novembre 2016, presso la sede CONI di Firenze, ritira la Medaglia d'argento al valore atletico grazie al risultato ottenuto con la Nazione ai Mondiali di Seul.

## Biografia

### Gli inizi
Si avvicina al calcio a circa 10 anni cominciando a giocare nelle file del C.A.S.G.C. Aversa. All'età di 14 anni è costretto a lasciare per problemi visivi e decide di passare al calcio a 5 date le minori dimensioni del campo da gioco.

## Carriera sportiva

### Terra di Lavoro Caserta
Nel 2008 viene tesserato nella Terra di Lavoro Caserta che partecipa al Campionato di calcio a 5 per ipovedenti dove si fa notare con buone prestazioni. Viene notato dal Commissario Tecnico della Nazionale che lo selezionerà per la spedizione italiana ai Mondiali IBSA di Buenos Aires del 2008. Con i casertani ottiene un 2º posto nel campionato 2008/09 e 2009/10, un 3º posto nel 2010/11 e una sconfitta ai rigori nella finela di Coppa Italia 2008/09. 

### ASD Invicta Pesaro 2001

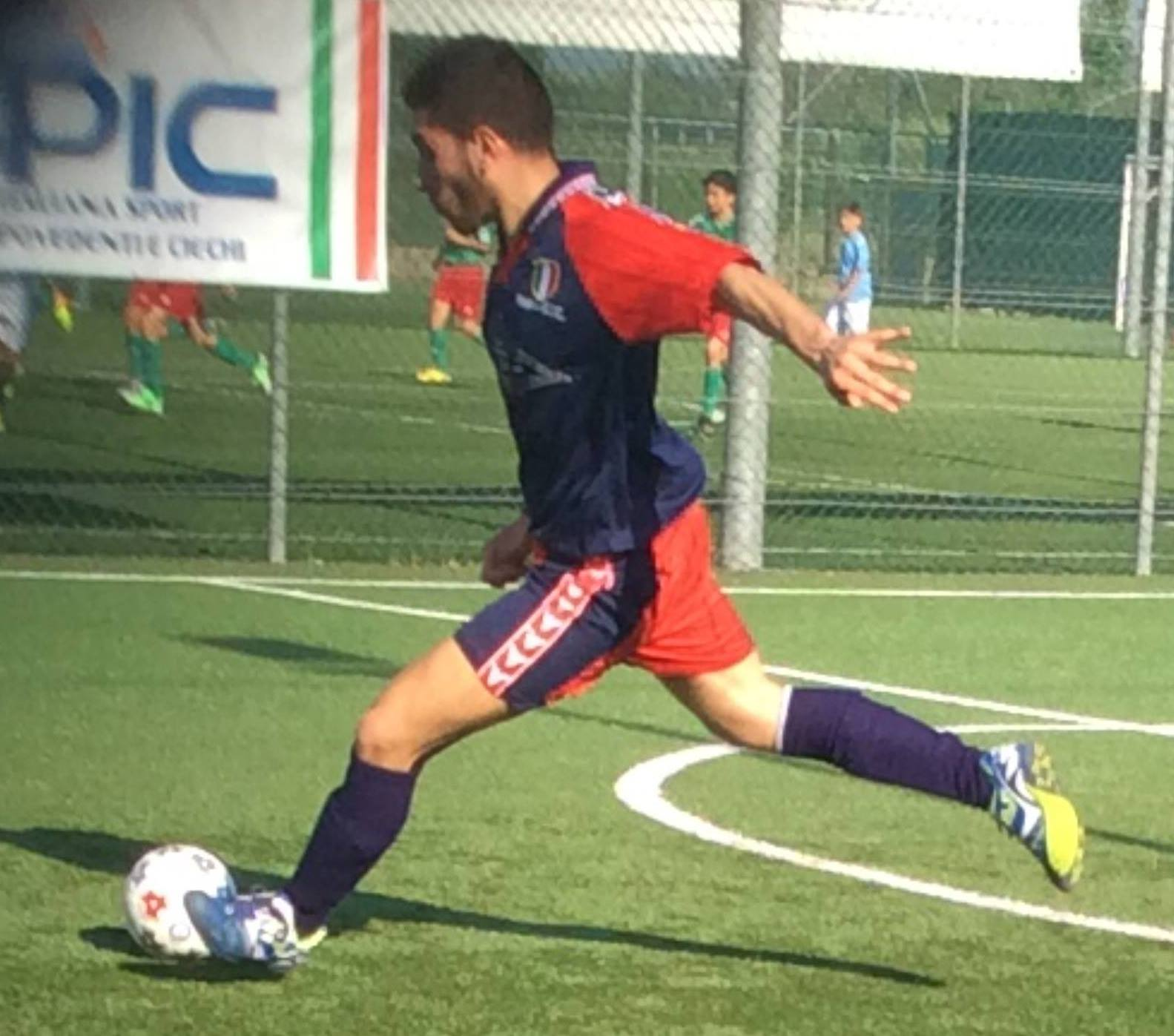
Gran tiro in porta alla Noived Napoli.

Nel 2011 a causa di vari problemi economici e organizzativi la società si scioglie e si trasferisce all'Invicta Pesaro. La prima stagione finirà con un 2º posto. L'anno seguente riuscirà ad ottenere la prima vittoria del campionato italiano. Da quel momento la squadra stabilirà un record di 10 Trofei consecutivi ed un'imbattibilità di quasi due anni e mezzo. Nella stagione 2016/17 salterà tutta la stagione a causa di un infortunio.

### ASD Francolino Ferrara
Nel settembre 2017 si trasferisce all'ASD Francolino Ferrara. Durante la stagione una grave lesione muscolare al gemello mediale destro lo costringerà a stare lontano dai campi di gioco per l'intera stagione.

### US Limite e Capraia ASD
Nella stagione successiva si trasferisce all'US Limite e Capraia ASD dove i postumi dell'infortunio faranno si che riprenda a giocare per le gare di ritorno, riuscendo a qualificarsi per le Final Four di Cagliari dove la squadra si classificherà terza. Nel Marzo 2020 il campionato sarà costretto a fermarsi a causa della pandemia di Covid 19.

## Nazionale Italiana
Entra a far parte del gruppo della Nazionale italiana all'età di 16 anni e partecipa nel 2008 ai Mondiali IBSA di Buenos Aires dove però l'Italia non ottiene risultati. L'anno seguente gioca agli Europei a Nantes. Nel 2012 è convocato per gli Europei a Kayseri e l'Italia si classifica al penultimo posto, in questa occasione risulterà il miglior marcatore italiano. Nel 2014 partecipa agli Europei che si svolgono a La Spezia dove la squadra raggiunge la semifinale. Nel 2015 è convocato per i World Games di Seul con la squadra che ottiene la medagla di Bronzo, Daniele si procura uno strappo al retto femorale destro che lo terrà lontano dai campi per più di 4 mesi. Nel 2017 si disputano i Mondiali IBSA di calcio a 5 B2/B3 nella città di Cagliari e per la prima volta in Italia le partite vengono trasmesse in diretta Rai sul canale di Rai Sport. Nel 2018 non potrà partecipare agli Europei di Tbilisi a causa di un infortunio.
Conta 28 presenze in partite ufficiali e 13 reti realizzate.

## Palmarès

### Club

#### Competizioni nazionali
- Campionato Italiano di calcio a 5 B2/B3:  4

ASD Invicta Pesaro 2001: 2012/13, 2013/14, 2014/15, 2015/16
- Coppa Italia B2/B3:  3

ASD Invicta Pesaro 2001: 2013/14, 2014/15, 2015/16
- Supercoppa Italiana B2/B3:  3

ASD Invicta Pesaro 2001: 2014, 2015, 2016

### Individuali
- Scarpa d'oro Final Four:  2

2011, 2016
- Capocannoniere del campionato:  1

2012-13 (17 gol)